# Строженцин
Строженцин (пол. Strożęcin) — село в Польщі, у гміні Рацьонж Плонського повіту Мазовецького воєводства.
Населення — 228 осіб (2011).
У 1975-1998 роках село належало до Цехановського воєводства.

## Демографія
Демографічна структура станом на 31 березня 2011 року:
|          | Загалом | Допрацездатний вік | Працездатний вік | Постпрацездатний вік |
| -------- | ------- | ------------------ | ---------------- | -------------------- |
| Чоловіки | 113     | 21                 | 83               | 9                    |
| Жінки    | 115     | 28                 | 63               | 24                   |
| Разом    | 228     | 49                 | 146              | 33                   |